# Buffalo Bills
Buffalo Bills je profesionální klub amerického fotbalu, který hraje National Football League. Byl založen v roce 1960 a své domácí zápasy hraje na stadionu New Era Field. V letech 1991-94 čtyřikrát za sebou postoupil do Super Bowlu, ale ani jednou se mu nepodařilo zvítězit.

## Historie
Bills byli založeni v roce 1960, nebyl to však první tým z Buffala, který hrál NFL. Nejdříve to byli All-Stars, následoval Niagaras, Prospects, All-Americans, Rangers a Bisons, to vše za pouhých 14 let. Prvními, kdo hráli NFL, byli All-Americans v roce 1920.
V roce 1929 Buffalo z NFL mizí. V roce 1941 vznikl nový tým Buffalo Indians-Tigers, který dodnes hraje American Football League (AFL III).
Bills byli založeni v roce 1960. Od roku 1960 hráli AFL a o deset let později byli přijati do NFL.
V roce 1991 se Bills poprvé dostalo Super Bowlu. V Tampa Stadium prohráli 19:20 s New York Giants. V další sezóně opět byli ve finále NFL, ale ani na druhý pokus jim vítězství nepřálo, s Washingtonem Redskins prohráli 24:37. Na třetí pokus v roce 1993 se opět probojovali do finále. Do třetice se z výhry šampióna nedočkali. Dallas Cowboys je porazili 17:52. A nakonec poslední účast Bills v Super Bowlu jim štěstí nepřinesla. Opět prohráli s Cowboys 13:30.

## Hráči

### Stěna slávy
- 1980 – O. J. Simpson
- 1984 – Jack Kemp
- 1985 – Patrick J. McGroder
- 1987 – Tom Sestak
- 1988 – Billy Shaw
- 1989 – Ralph C. Wilson Jr.
- 1993 – Elbert Dubenion
- 1994 – Mike Stratton
- 1995 – Joe Ferguson
- 1996 – Marv Levy
- 1997 – Joe DeLamielleure
- 1998 – Robert James
- 1999 – Edward Abramoski
- 2000 – Bob Kalsu
- 2000 – George Saimes
- 2001 – Jim Kelly
- 2001 – Fred Smerlas
- 2002 – Kent Hull
- 2003 – Darryl Talley
- 2004 – Jim Ritcher
- 2005 – Thurman Thomas
- 2006 – Andre Reed
- 2007 – Steve Tasker
- 2008 – Bruce Smith
- 2010 – Booker Edgerson
- 2011 – Phil Hansen
- 2012 – Bill Polian
- 2014 – Van Miller
- 2015 – Lou Saban
- 2017 – Cookie Gilchrist

### Draft
Hráči draftovaní v prvním kole za posledních deset sezón:
| Rok  | Pořadí | Jméno hráče                 | Pozice                 | Univerzita                                      |
| 2010 | 9      | C. J. Spiller               | Running back           | Clemson University                              |
| 2011 | 3      | Marcell Dareus              | Defensive tackle       | University of Alabama                           |
| 2012 | 10     | Stephon Gilmore             | Cornerback             | University of South Carolina                    |
| 2013 | 16     | EJ Manuel                   | Quarterback            | Florida State University                        |
| 2014 | 4      | Sammy Watkins               | Wide receiver          | Clemson University                              |
| 2015 |        | nikdo                       |                        |                                                 |
| 2016 | 19     | Shaq Lawson                 | Defensive end          | Clemson University                              |
| 2017 | 27     | Tre'Davious White           | Cornerback             | Louisiana State University                      |
| 2018 | 7 16   | Josh Allen Tremaine Edmunds | Quarterback Linebacker | University of Wyoming Virginia State University |
| 2019 | 9      | Ed Oliver                   | Defensive tackle       | University of Houston                           |